# Shahrestān-e Kalāt
Shahrestān-e Kalāt (persiska: شهرستان كلات, كلات) är en delprovins (shahrestan) i Iran.   Den ligger i provinsen Razavikhorasan, i den nordöstra delen av landet, 800 km öster om huvudstaden Teheran.
Delprovinsen hade 36 237 invånare 2016.